# Travis Scott: Look Mom I Can Fly
Travis Scott: Look Mom I Can Fly es un documental dirigido por White Trash Tyler, producido por Travis Scott, Kylie Jenner, David Stromberg y Angus Pared y protagonizando por Travis Scott. La trama se basa en el ascenso de Travis a la fama que comenzó en 2014 hasta el momento en que creó y lanzó su tercer álbum de estudio Astroworld. Lleva a su audiencia a través de una montaña rusa de eventos que lo llevan al punto en el que se encuentra hoy. Hay imágenes de sus conciertos y presentaciones en vivo, tiempo con su familia, colaboraciones en el estudio para preparar su álbum, la perspectiva de los fanáticos de cómo él cambió sus vidas y recuerdos de su infancia que lo moldearon.
Se estrenó el 28 de agosto de 2019 en Netflix.

## Reparto
- Travis Scott
- Chase B
- Stormi Webster
- Kylie Jenner
- Mike Dean
- Don Toliver
- Sheck Wes
- Jacques Bermon Webster, Sr.
- Kanye West
- Wanda Webster